# Onychogomphus malabarensis
Onychogomphus malabarensis – gatunek ważki z rodziny gadziogłówkowatych (Gomphidae).